# Niko Kovač
Niko Kovač, né le 15 octobre 1971 à Berlin-Ouest (Allemagne), est un footballeur international croate, qui évoluait au poste de milieu de terrain avant de devenir entraîneur. Il est l'actuel entraîneur du Borussia Dormund.
Il possède également la nationalité allemande. Son frère, Robert Kovač, est aussi joueur de football international croate.
En tant qu'entraîneur, il sauve l'Eintracht Francfort de la relégation entre 2016 et 2018, puis ramène l'équipe sur le devant de la scène en remportant une Coupe d'Allemagne face au Bayern Munich, son futur club, où il remporte la Bundesliga en 2019.

## Biographie

### Carrière de footballeur
Niko Kovač honore sa première sélection nationale en décembre 1996 à l'occasion d'un match contre le Maroc.
Jeune joueur professionnel du Hertha Berlin, Kovač poursuit alors en parallèle des études d'économie. Après une période de cinq ans au Bayer Leverkusen puis à Hambourg SV, Kovač rejoint finalement le Bayern Munich en 2001. Il remporte la Coupe Intercontinentale lors de sa première saison, suivie de la Bundesliga et de la Coupe d'Allemagne lors de sa deuxième saison en 2003.
Il participe à la Coupe du monde 2002 ainsi qu'à la Coupe du monde 2006 avec l'équipe de Croatie. Il dispute également l'Euro 2004 et l'Euro 2008. Il se distingue notamment durant l'Euro 2004 en inscrivant un but face à l'Angleterre lors de la dernière journée du premier tour. Il marque son premier but en phase finale de Coupe du monde lors du mondial 2006 face à l'Australie lors du dernier match de poules.
En janvier 2009, considérant qu'il ne joue plus suffisamment avec son club du Red Bull Salzbourg à la suite du départ de l'entraîneur Giovanni Trapattoni, il décide, après concertation avec son sélectionneur national Slaven Bilić, de mettre un terme définitif à sa carrière internationale.
Il ne souhaitait en effet pas être un handicap pour sa sélection dont il était capitaine. Bilić a notamment affirmé que si Niko Kovač n'était pas le meilleur joueur de l'équipe, il n'en était pas moins le plus indispensable, du fait de son expérience et de son travail sur et en dehors du terrain. Il rajouta également que jouer de manière aussi offensive aurait été “de la folie” sans un joueur comme Kovač qui assurait pleinement les arrières de la formation.
Le 29 mai 2009, il annonce qu'il met un terme à sa carrière professionnelle.

### Carrière d'entraîneur
Terminant sa carrière de joueur et commençant sa carrière d'entraîneur au Red Bull Salzbourg, Niko Kovač a assimilé la philosophie de la formation autrichienne. C'est-à-dire un football fait de pressing haut et intense.
Il devient coach des équipes jeunes du Red Bull Salzbourg. Pendant deux ans au sein du club autrichien, il devient l'assistant de Ricardo Moniz avec l'équipe première entre le 9 avril 2011 et le 24 juin 2012. Sélectionneur de la Croatie Espoirs en 2013, il prend ensuite en main l'équipe première. Niko Kovač a des résultats très intéressants.
Le 16 octobre 2013, au lendemain d'une défaite 2 à 0 de la Croatie en Écosse et alors que la Croatie est qualifié pour les barrages de la Zone Europe qualificatifs pour la Coupe du monde 2014, il est nommé sélectionneur national en remplacement d'Igor Štimac, démissionnaire.
Lors des barrages, la Croatie élimine l'Islande et se qualifie pour le Mondial 2014 brésilien. La Croatie est placée dans le groupe A avec le Brésil, le Mexique et le Cameroun. La Croatie est éliminée au premier tour avec une victoire (contre le Cameroun) et deux défaites.
Il est licencié le 9 septembre 2015, après de mauvais résultats aux éliminatoires du Championnat d'Europe de football 2016.
Le 8 mars 2016, le club allemand de l'Eintracht Francfort le choisit comme remplaçant d'Armin Veh. Il signe un contrat d'une durée de 15 mois, jusqu'en 2017. Il remporte son premier trophée en tant qu’entraîneur, la DFB-Pokal contre son futur club du Bayern Munich sur le score de 3-1 et qualifie le club en UEFA Ligue Europa,.
Le 13 avril 2018, le Bayern Munich officialise la nomination de Niko Kovač comme entraîneur en remplacement de Jupp Heynckes à partir du 1er juillet 2018. Le Croate signe un contrat de trois ans. Le 12 août 2018, il remporte la Supercoupe d'Allemagne (son deuxième trophée en tant qu’entraîneur) en surclassant l'Eintracht Francfort (équipe avec qui il remporte la Coupe d'Allemagne) sur un score sans appel de 5-0. Dans la tourmente après des résultats décevants, il obtient un soutien de taille, celui de Jupp Heynckes. Le 3 novembre 2019, au lendemain d'une lourde défaite 5 buts à 1 à Francfort, il est limogé par les dirigeants bavarois.
Le 19 juillet 2020, l'AS Monaco annonce son arrivée avec un contrat de trois ans, plus une année en option. À l'issue de la saison 2020-2021 de Ligue 1, il qualifie Monaco pour le troisième tour préliminaire de la Ligue Des Champions 2021-2022 en finissant 3e du championnat de Ligue 1. Il est limogé le 1er janvier 2022, lui étant reprochés notamment ses mauvais résultats en championnat et ses mauvaises relations avec les joueurs. Le belge Philippe Clément le remplace en tant qu'entraîneur en cours de saison.
Le 30 janvier 2025, il succède à Nuri Şahin en devenant entraîneur du Borussia Dortmund.

## Statistiques détaillées
| Club                | Début            | Fin              | Résultats | Résultats | Résultats | Résultats | Résultats |
| Club                | Début            | Fin              | M         | V         | N         | D         | V. %      |
| ------------------- | ---------------- | ---------------- | --------- | --------- | --------- | --------- | --------- |
| Croatie             | 17 octobre 2013  | 9 septembre 2015 | 19        | 10        | 5         | 4         | 52,63     |
| Eintracht Francfort | 8 mars 2016      | 30 juin 2018     | 91        | 41        | 17        | 33        | 45,05     |
| Bayern Munich       | 1er juillet 2018 | 3 novembre 2019  | 65        | 45        | 12        | 8         | 69,23     |
| AS Monaco           | 19 juillet 2020  | 1er janvier 2022 | 74        | 43        | 15        | 16        | 58,10     |
| VfL Wolfsburg       | 1er juillet 2022 | 17 mars 2024     | 58        | 21        | 15        | 22        | 38,46     |
| Total               | Total            | Total            | 307       | 160       | 64        | 83        | 54,18     |

## Palmarès

### Joueur
|  |  | Bayern Munich - Bundesliga - Champion : 2003 - Coupe d'Allemagne - Vainqueur : 2003 - Coupe intercontinentale - Vainqueur : 2001 |  | Red Bull Salzbourg - Bundesliga - Champion : 2007 et 2009 |

### Entraineur
|  |  | Eintracht Francfort - Coupe d'Allemagne - Vainqueur : 2018 - Finaliste : 2017 |  |  | Bayern Munich - Bundesliga - Vainqueur : 2019 - Supercoupe d'Allemagne - Vainqueur : 2018 - Finaliste : 2019 - Coupe d'Allemagne - Vainqueur : 2019 |  | AS Monaco - Coupe de France - Finaliste : 2021 |